# Reynolds (Automobilhersteller)
Reynolds war ein US-amerikanischer Hersteller von Automobilen.

## Unternehmensgeschichte
W. E. Reynolds war für die South Penn Oil Company und die Parkersburg-Marietta Traction Company tätig. Danach zog er nach Oil City in Pennsylvania. Im Oktober 1899 kündigte er die Produktion von Automobilen an. Der Markenname lautete Reynolds. Die Fahrzeuge wurden in den Autokatalogen der E. H. Hall Company vorgestellt. 1901 endete die Produktion.

## Fahrzeuge
Reynolds hatte Fahrzeuge angekündigt, die den Wettbewerbern überlegen seien. Die Quelle gibt aber an, dass das auf die Fahrzeuge nicht zutraf. Eine Besonderheit war, dass der Kunde die Wahl zwischen einem Dampfmotor und einem Ottomotor hatte. Der Aufbau war ein Runabout.